# Good Times (TV-serie)
Good Times är en amerikansk animerad komediserie som hade premiär på Netflix den 12 april 2024. Seriens första säsong består av tio avsnitt. Serien är en omgjord version av den amerikanska TV-serien med samma namn från 1970-talet som är skapad av Ranada Shepard och Carl Jones.

## Handling
Serien kretsar kring en ny generation av familjen Evans som försöker hålla näsan över vattenytan i ett fattigt bostadsområde i Chicago.

## Rollista (i urval)
- Yvette Nicole Brown
- J.B. Smoove
- Jay Pharoah
- Marsai Martin
- Wanda Sykes
- Jessica Mikayla